# 伯耆溝口駅
伯耆溝口駅（ほうきみぞぐちえき）は、鳥取県西伯郡伯耆町溝口（みぞくち）にある西日本旅客鉄道（JR西日本）伯備線の駅である。以前は急行「伯耆」が停車していた。
駅名は「みぞぐち」だが、町名は「みぞくち」である。これは、1984年（昭和59年）5月1日に町名の読みが「みぞぐち」から「みぞくち」に変更されたためである。

## 歴史
- 1919年（大正8年）8月10日：鉄道院伯備北線（現・伯備線）の南側の終着駅として開設[1]。
- 1922年（大正11年）3月25日：伯備北線当駅 - 江尾駅間延伸、途中駅となる。
- 1928年（昭和3年）10月25日：伯備北線が伯備線の一部となり、当駅もその所属となる。
- 1970年（昭和45年）12月1日：貨物取扱廃止[2]。
- 1971年（昭和46年）2月1日：業務委託駅化[3]。
- 1985年（昭和60年）3月14日：荷物扱い廃止[1]。簡易委託駅化[4]。
- 1987年（昭和62年）4月1日：国鉄分割民営化に伴い、JR西日本の駅となる[1]。
- 2015年（平成27年）4月1日：簡易委託解除、完全無人駅化。

## 駅構造

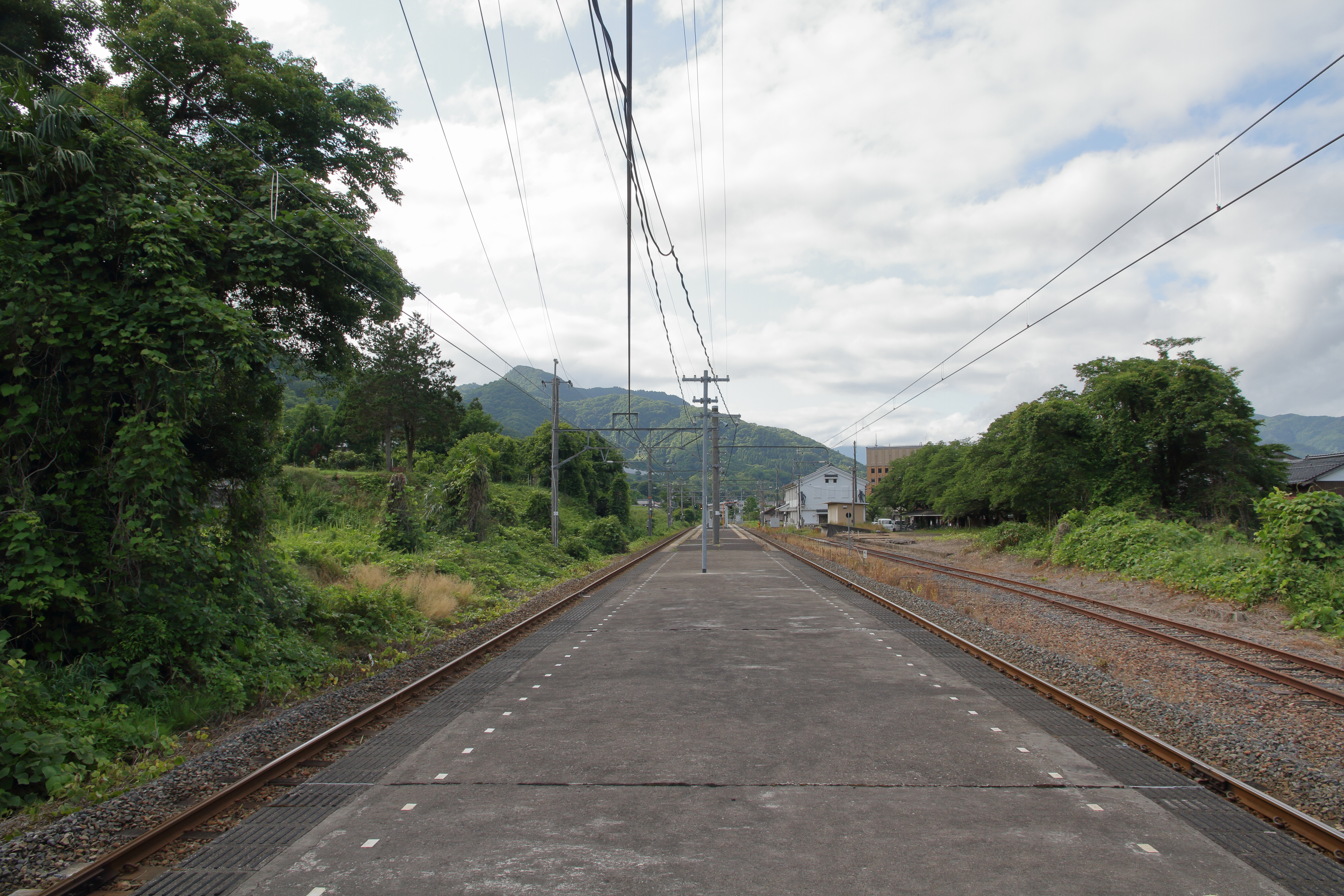
構内（2024年6月）

島式ホーム1面2線を有する列車交換可能な地上駅。米子駅管理の無人駅。伯耆町コミュニティ施設「遊学館」を併設した駅舎を備える。以前は簡易委託駅であったが、商工会閉鎖（正式には合併に伴う閉鎖（移転先は岸本駅構内））に伴い、無人駅化された。下り線西側に駅舎があり、そこから構内踏切がホーム新見寄りへと通じている。以前は、乗車駅証明書発行機が設置されていたが、2014年頃に撤去されている。また、1線スルー化されていないため通過列車も減速して走行する。

### のりば
| のりば | 路線   | 方向 | 行先           |
| ------ | ------ | ---- | -------------- |
| 1      | 伯備線 | 下り | 米子方面       |
| 2      | 伯備線 | 上り | 新見・岡山方面 |

※2017年3月時点でホームにのりば番号標が整備されている。駅舎側（下り）を1番のりばとしており、列車運転指令上の番線番号（上りが1番線）とは逆になっている。

## 利用状況
近年の1日平均乗降人員の推移は以下の通り。
| 乗降人員推移 | 乗降人員推移 |
| 年度         | 1日平均人数  |
| ------------ | ------------ |
| 2011年       | 259          |
| 2012年       | 261          |
| 2013年       | 257          |
| 2014年       | 258          |
| 2015年       | 230          |
| 2016年       | 208          |
| 2017年       | 180          |
| 2018年       | 168          |
| 2019年       | 156          |
| 2021年       | 152          |

## 駅周辺
- 伯耆町役場 溝口分庁舎
- 溝口郵便局
- 鳥取銀行
- 山陰合同銀行
- 米子信用金庫
- おにっ子ランド
- とっとり花回廊（鳥取県立とっとり花回廊）
- 丸合溝口店
- 伯耆町立溝口中学校
- 伯耆町立溝口小学校
- 国道181号（国道183号・国道482号重用）
- 鳥取県道1号溝口伯太線
- 鳥取県道45号倉吉江府溝口線

## 隣の駅
西日本旅客鉄道（JR西日本）
 伯備線
江尾駅 - （上溝口信号場） - 伯耆溝口駅 - 岸本駅